# 佐藤喜宣
佐藤 喜宣（さとう よしのぶ、1949年7月28日 - ）は、日本の法医学者。杏林大学医学部名誉教授（医学博士）。専門は法医学。法医学の視点から各種メディアにて事件や事故の解説を行っている。エンバーミングの第一人者で公益社フューネラルサイエンスカレッジの顧問をしている。娘は死化粧師のウール琴子。

## 略歴
- 東京都出身[1]
- 1975年 日本大学医学部卒業、医師免許を取得。
- 1979年 日本大学大学院医学研究科社会医学系法医学専攻修了、医学博士号を取得。「焼死の研究 : とくにその統計と気道粘膜の変化について」
- 1980年 - 1982年 日本大学医学部講師
- 1982年 - 1985年 琉球大学医学部助教授
- 1985年 - 1987年 東京都監察医務院・医長監察医
- 1987年 - 2016年 杏林大学医学部法医学教室教授
- 2016年 - 杏林大学医学部名誉教授

## 主な出演番組
- ザ・ワイド
- 奇跡の扉 TVのチカラ